# Lisów (Słubice)
Lisów (in tedesco Leißow) è un centro abitato della Polonia, frazione della città di Słubice.